# Alpaca (legering)

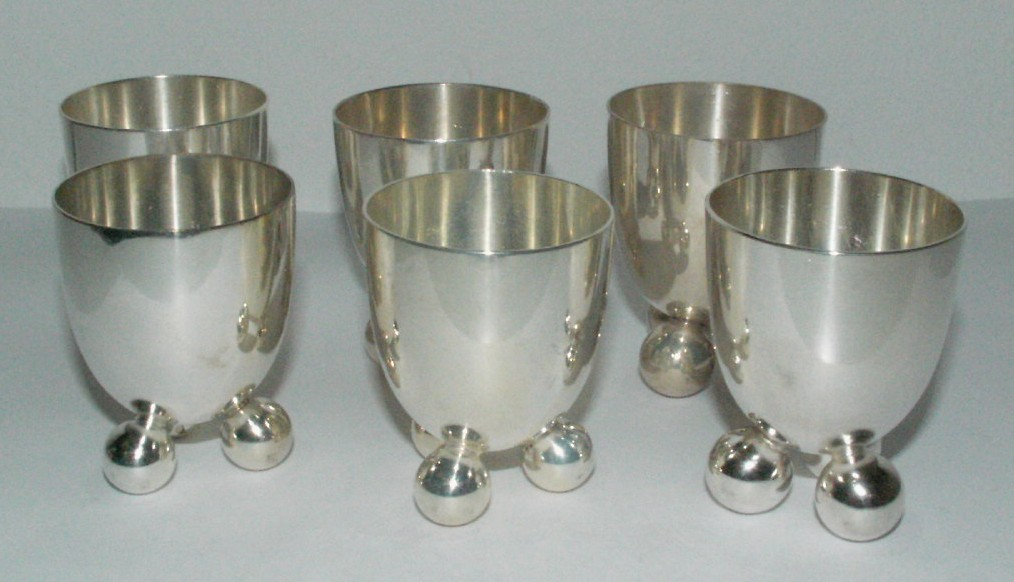
Eierdopjes van alpaca

Alpaca is een zilverkleurige metaallegering van koper, zink en nikkel. Het wordt dikwijls nieuwzilver genoemd. Andere namen die gebruikt worden voor deze nikkellegering zijn: hotelzilver, nikkelzilver, armeluiszilver, Berlijns zilver, Chinees zilver, maillechort en argentaan.
De gebruikte metalen kunnen in diverse verhoudingen worden gemengd. Voor Alpaca 12 is de verhouding:
- koper: 64 à 65%
- zink: 23 à 24%
- nikkel: 12%

## Eigenschappen
- Uiterlijk: zilverwitte kleur
- Soortelijke weerstand (bij 20 °C): ± 3·10−8 Ω·m (afhankelijk van de samenstelling)
- Goed koud vervormbaar
- Goed bestand tegen corrosie.

## Toepassingen
Wegens de bestendigheid tegen corrosie wordt alpaca onder andere gebruikt voor siervoorwerpen, voor weerstandsdraad en regelweerstanden in buitenopstelling, alsmede voor bestek. Omdat het een lage soortelijke weerstand heeft en corrosiebestendig is, wordt het in modelspoorbanen gebruikt voor rails en bovenleidingen. In snaarinstrumenten wordt het gebruikt voor frets. Voor het vervaardigen van gietwaren werd wel het element lood toegevoegd.